# Mono (Benín)
El departament de Mono és un dels 12 departaments de Benín. La seva capital i ciutat principal és Lokossa. El 1999 se li va escindir el departament de Kouffo, que està situat al nord de Mono. Mono fa frontera, a l'oest, amb Togo.

## Municipis

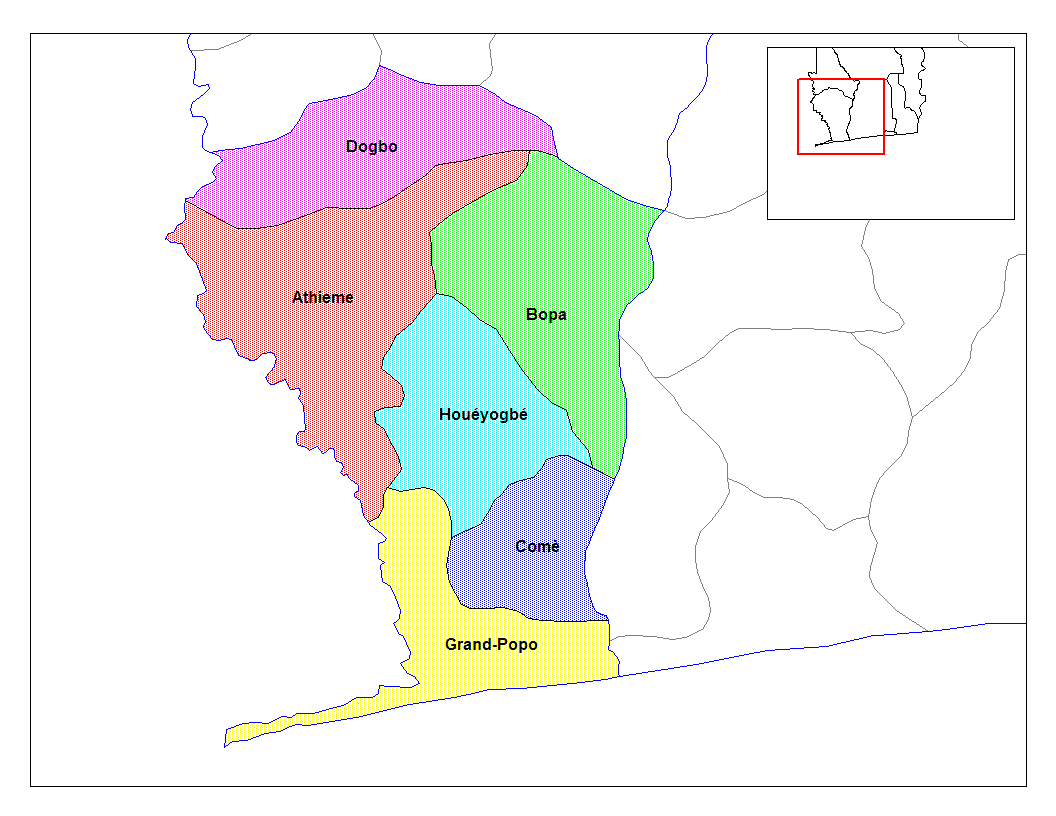
Municipis del departament de Mono a Benín

Els municipis en què està dividit el departament de Mono són Athiémè, Bopa, Comè, Grand-Popo, Houéyogbé i Dogbo.

## Llengües i grups humans
Al departament de Mono s'hi parla la llengua gen, a més de l'ewe i d'algunes llengües phla-pherà (subgrup de llengües gbes).
- Els kotafons parlen la llengua gbe Gbe, kotafon. Als municipis d'Athiémè, Bopa, Grand-Popo i Houéyogbé.
- Els saxwes parlen la llengua gbe Gbe, saxwe. El seu territori està als municipis de Houéyogbé i de Bopa.[2]
- Els watxis parlen la llengua gbe, gbe, waci. Tenen dos territoris separats a Benín: un al municipi d'Athiémé i un altre als municipis de Comè i Grand-Popo.[3]
- Els xweles, que parlen la llengua gbe, el Gbe, xwela. Als municipis de Comé i de Bopa.[4]
- Els xwles occidentals, que parlen la llengua gbe, xwela occidental. Al municipi de Grand-Popo.[5]
- Els aja parlen la llengua aja i tenen el territori als municipis d'Athiémè i d'Houéyogbé.[6]
- Els ayizos que parlen la llengua ayizo viuen a l'extrem oriental del departament.[7]
- Els gen, que parlen la llengua gen.[8]